# 田島義文
田島 義文（、1918年〈大正7年〉8月4日 - 2009年〈平成21年〉9月10日）は、日本の俳優。本名は田嶋 義文。兵庫県神戸市出身。日本大学専門部芸術科演劇科中退。劇団芸術小劇場、劇団俳優座、日活、東宝、エヌ・エー・シーを経て、マールイプロ、中里事務所に所属していた。

## 来歴・人物
1937年、日本大学専門部芸術科演劇科に入学。同年に芸術小劇場の創立に参加。1941年に大学を中退する。1946年、劇団俳優座に入団し、翌年『女優須磨子の恋』（松竹・溝口健二監督）で映画デビュー。1954年、俳優座を退座し、映画製作を再開した日活に入るが、1956年に退社。1957年からは東宝と専属契約を結び、『ふんどし医者』（1960年）、『どぶろくの辰』（1962年）などで渋い演技を見せ、いぶし銀の名バイプレイヤーとして活躍した。東宝を退社後は、金子信雄が主宰する演劇グループ「演劇人クラブ・マールイ」に参加、舞台に出演するほか、後進の育成・指導にもあたった。
特撮作品への出演も数多く、東宝では本多猪四郎監督の本多組の常連であり、監督が自宅で主宰する恒例のパーティーでも常連メンバーだった。円谷プロダクションのウルトラシリーズの原点である『ウルトラQ』には準レギュラーで登場。東宝を退社後は東映など他社作品にも活躍の場を広げ、ヤクザ映画などで味のある個性を発揮した。時代劇の悪家老・悪徳商人役でもお馴染みであった。
1984年公開の『ゴジラ』では十数年ぶりのゴジラ映画出演を果たした。田島自身も、久しぶりの特撮映画の出演を喜んでいたという。
役柄については、その場で完全燃焼するタイプだったようで、1980年代に『ウルトラQ』の役柄についてインタビューされた際には、「出演していたことも憶えていない」と答えている。
東宝の俳優であった中島春雄によれば、田島は内臓が弱く体調を崩すことが多かったという。
2009年9月10日、食道癌で死去。91歳没。

## 出演作品

### 映画
- 愛と憎しみの彼方へ（1951年、東宝） - 近藤
- 続赤穂城（1952年、東映）
- 早稲田大学（1953年、東映） - 刑事
- 広場の孤独（1953年、東映） - 立川
- プーサン（1953年、東宝） - 党員
- 悲劇の将軍 山下泰文（1953年、東映） - 鉄兵団の連絡准尉
- ウッカリ夫人とチャッカリ夫人 やりくり算段の巻（1954年、東宝） - 窓野君
- 学生心中（1954年、日活） - 大磯
- 沓掛時次郎（1954年、日活） - 八卦見
- 黒い潮（1954年、日活） - 斎藤記者
- 俺の拳銃は素早い（1954年、日活） - 松葉杖の男
- 勲章（1954年、俳優座）
- 天下泰平（1955年、東宝） - 山村耕吉
- 生きとし生けるもの（1955年、日活） - 同僚田辺
- 愛のお荷物（1955年、日活） - 荒巻章吾
- 狼（1955年、近代映画協会）
- 少年死刑囚（1955年、日活） - 保安課長
- 続宮本武蔵 一乗寺の決闘（1955年、東宝） - 太田黒兵助
- 大地の侍（1956年、東映） - 大沼喜三郎
- 夜間中学（1956年、大映） - チョビひげの客
- 殉愛（1956年、東宝） - 分隊長
- 空の大怪獣 ラドン（1956年、東宝） -　井関[11][3]
- この二人に幸あれ（1957年、東宝） - 中島
- 柳生武芸帳（1957年、東宝） - 宝屋典膳
- 続大番 風雲篇（1957年、東宝） - 株屋山加
- 青い山脈 新子の巻・雪子の巻（1957年、東宝） - 田中先生
- 隠し砦の三悪人（1958年、東宝） - 男
- 変身人間シリーズ（東宝）
  - 美女と液体人間（1958年） -　坂田刑事[11][3]
  - 電送人間（1960年） - 隆昌元[11][3]
  - ガス人間第一号（1960年） - 田端警部[11][3]
- 大怪獣バラン（1958年、東宝） - 艦長[11]
- コタンの口笛（1959年、東宝） - ワカルパ
- 或る剣豪の生涯（1959年、東宝） - 小林左膳
- ある日わたしは（1959年、東宝） - 北村
- 上役・下役・ご同役（1959年、東宝） - 佐竹省吾
- 戦国群盗伝（1959年、東宝）
- 日本誕生（1959年、東宝） - 高天原の神[12]
- 女が階段を上る時（1960年、東宝） - 風間重役
- サラリーマン目白三平シリーズ（東宝） - 柴田
  - サラリーマン目白三平 女房の顔の巻（1960年）
  - サラリーマン目白三平 亭主のためいきの巻（1960年）
- ふんどし医者（1960年、東宝） - 清兵衛
- 悪い奴ほどよく眠る（1960年、東宝） - 新聞記者
- 愚連隊シリーズ（東宝）
  - 独立愚連隊西へ（1960年） - 新田参謀
  - やま猫作戦（1962年） - 浅野伍長
- 花のセールスマン 背広三四郎（1960年、東宝） - 篠原
- ハワイ・ミッドウェイ大海空戦 太平洋の嵐（1960年、東宝） - 副長[11]
- 野盗風の中を走る（1961年、東宝） - 案山子の孫市
- 黒い画集 第二話 寒流（1961年、東宝） - 久保田謙治
- モスラ（1961年、東宝） - 防衛軍指揮官[13]
- 紅の海（1961年、東宝） - 村井六之助
- どぶろくの辰（1962年、東宝）
- 箱根山 (1962年、東宝)
- 忠臣蔵 花の巻・雪の巻（1962年、東宝） - 脇坂主膳
- 紅の空（1962年、東宝） - 警視庁係長
- ゴジラシリーズ（東宝）
  - キングコング対ゴジラ（1962年） - 第二新盛丸船長[11][5]
  - モスラ対ゴジラ（1964年） - 熊山社長[出典 3]
  - 三大怪獣 地球最大の決戦（1964年） -　寿山号船長[11][5]
  - 怪獣大戦争（1965年） - 移動司令[11]（現地指揮官[5]）
  - 怪獣総進撃（1968年） - 杉山警備司令官[11][5]
  - ゴジラ・ミニラ・ガバラ オール怪獣大進撃（1969年） -　A刑事[11][5]
  - ゴジラ（1984年） -　日高（環境庁長官）[出典 4]
- 天国と地獄（1963年、東宝） - 刑務所の看守長
- 戦国野郎（1963年、東宝） - 鈴鹿の太郎
- 五十万人の遺産（1963年、東宝） - 安本
- 太平洋の翼（1963年、東宝） - 艦隊参謀長[11]
- 海底軍艦（1963年、東宝） - 天野兵曹[11]
- クレージー映画（東宝）
  - 日本一のホラ吹き男（1964年） - 陸上コーチ
  - 花のお江戸の無責任（1965年） - 伯父
  - クレージーのぶちゃむくれ大発見（1969年） - 患者
- 宇宙大怪獣ドゴラ（1964年、東宝） - 多田[11]
- 侍（1965年、東宝） - 小船の武士
- 狸シリーズ（東宝）
  - 狸の大将（1965年） - 石田主任警部
  - 狸の王様（1966年） - 田島課長（外国第五課）
- フランケンシュタイン対地底怪獣（1965年、東宝） -　村田艦長[11]
- 暴れ豪右衛門（1966年、東宝） - 武部庄左衛門
- ひき逃げ（1966年、東宝） - 刑事部長
- フランケンシュタインの怪獣 サンダ対ガイラ（1966年、東宝） - 平井[11]
- 8.15シリーズ（東宝）
  - 日本のいちばん長い日（1967年） - 渡辺大佐
  - 連合艦隊司令長官 山本五十六（1968年） - 航空参謀[11]
  - 日本海大海戦（1969年） - 伊地知大佐[11]
  - 激動の昭和史 軍閥（1970年） - 伊藤軍令部次長
- 若大将シリーズ（東宝）
  - レッツゴー!若大将（1967年） - 足立
  - リオの若大将（1968年） - 小村教授
  - ブラボー!若大将（1970年）
- 続・何処へ（1967年、東宝） - 教頭
- 乱れ雲（1967年、東宝） - 営林署署長
- 落語野郎 大爆笑（1967年、東宝） - 水野十郎左衛門
- キングコングの逆襲（1967年、東宝） - フーの助手B[11]
- コント55号 人類の大弱点（1969年、東宝） - 公社課長
- 昭和ひとけた社長対ふたけた社員（1971年、東宝） - 鈴木
- 山口組三代目（1973年、東映） - 森川盛之助
- 人間革命 / 続・人間革命（1973年・1976年、東宝） - 北川直作
- 三代目襲名（1974年、東映） - 森川盛之助
- 新幹線大爆破（1975年、東映） - 佐々木刑事（埼玉県警）
- 実録三億円事件 時効成立（1975年、東映） - 捜査一課長
- 日本の首領シリーズ（東映）
  - 日本の首領 野望篇（1977年） - 小島正敏
  - 日本の首領 完結篇（1978年） - 松井常務（信州銀行）
- トラック野郎・突撃一番星（1978年、東映） - 漁業組合長
- 野性の証明（1978年、角川春樹事務所） - 増田陸将
- 赤穂城断絶（1978年、東映） - 岡林杢之助
- 小説吉田学校（1983年、東宝）

### テレビドラマ
- サンヨーテレビ劇場（KR）
  - 愛情について（1959年）
  - ダゴンさんの恋人（1961年）
  - 回転木馬（1961年）
- 裁判 / 非行少年（1959年、KR）
- 東芝土曜劇場（CX）
  - 第28話「誤算」（1959年） - 栃木
  - 第49話「百十一万分の一」（1960年）
  - 第83話「陥穽」（1960年）
- 新・三等重役（1959年 - 1960年、NET）
- 雑草の歌 第123話「父子寮」（1960年、KR）
- 東芝日曜劇場 第197話「海の泡」（1960年、TBS）
- 指名手配（NET）
  - 第11話「五人組強殺事件」（1960年）
  - 第70話、第71話「大阪の女」（1961年）
  - 第107話「鉄火場」（1961年）
  - 第115話「特別手配」（1961年）
- 文芸劇場「坊つちやん」（1960年、NET） - 山嵐
- NECサンデー劇場（NET）
  - 愛妻物語（1960年）
  - 晩菊（1960年）
  - こわれた瓶（1961年）
  - 黒い蝶（1961年）
  - どこかの海で拾った話（1961年）
- 侍 第12話「美しき侍」（1961年、CX）
- 夫婦百景（NTV）
  - 第193話「冠婚葬祭夫婦」（1962年）
  - 第207話「夫婦の絆」（1962年）
  - 第216話「亭主の甲斐性」（1962年）
  - 第261話「のびちぢみ夫婦」（1963年）
- ダイヤル110番 第264話「その影を消せ」（1962年、NTV）
- 判決（NET）
  - 第6話「或る昭和」（1962年）
  - 第7話「報復の原理」（1962年）
  - 第60話「仔羊はいつの日帰る」（1963年）
  - 第78話「一枚の紙」（1964年）
  - 第98話「猟銃」（1964年）
  - 第123話「天使」（1965年）
  - 第150話「許しあえる日を」（1965年）
  - 第188話「ねがい」（1966年）
- 七人の刑事（1963年、TBS）
  - 第67話「都会の牙」
  - 第116話「おれは人形じゃない」
- 松本清張シリーズ・黒の組曲 第45話「殺意」（1963年、NHK） - 重田刑事
- コメディフランキーズ 第14話「怪力雷電」（1963年、TBS）
- 事件記者（NHK）
  - 第141話「送り火」（1963年）
  - 第175話「夜の声」（1964年）
  - 第194話「黒星」（1964年）
- 日本映画名作ドラマ（1964年、NET）
  - 浮草
  - 雪たたき
  - 晩鐘
- 日産スター劇場 / M氏の優雅ならざる生活（1964年、NTV）
- 風雪（NHK）
  - 開化聖代（1964年） - 居酒屋の親父
  - たばこ戦争（1965年） - 園田警視総監
- 大河ドラマ（NHK）
  - 太閤記（1965年） - 稲田大炊介
  - 竜馬がゆく（1968年） - 木原泰雲
  - 春の坂道（1971年） - 増田長盛
  - 国盗り物語（1973年） - 斎藤飛騨守
  - 元禄太平記（1975年） - 保田越前守
- おはなはん（1966年 - 1967年、NHK）
- ウルトラQ（1966年、TBS / 円谷プロ） - 関（毎日新報デスク）[1]
- 東京バイパス指令（1969年、NTV / 東宝）
  - 第17話「奴を殺（ば）らせ」
  - 第45話「完全（パーフェクト）アリバイ」
- 鬼平犯科帳（松本幸四郎版） 第1シリーズ（1969年- 1970年、NET/東宝）
  - 第2話「四度目の女房」- （1969年10月14日）- 中屋利三郎
  - 第34話「むかしの男」（1970年5月26日）- 勘造
- 大忠臣蔵 第13話「下級武士」（1971年、NET / 三船プロ） - 荻原弥兵衛
- 徳川おんな絵巻 第45話「姿なき殺人」（1971年、KTV / 東映） - 雪斎
- 人形佐七捕物帳 第20話「狂女の舞扇」（1971年、NET / 東宝）- 泉州屋重兵衛
- 鬼平犯科帳 第2シリーズ 第12話「鈍牛」（1971年、NET / 東宝）- 池田筑後守
- 火曜日の女シリーズ「幻の女」（1971年、NTV）
- 荒野の素浪人 第1シリーズ 第39話「鷲ノ巣城 御金蔵破り」（1972年、NET / 三船プロ）
- ナショナル劇場（TBS / C.A.L） 
  - 水戸黄門
    - 第3部第19話「姿なき復讐 -徳島-」（1972年4月3日） - 伊助
    - 第13部
      - 第9話「危機一髪! 火薬小屋の対決 -岡崎-」（1982年12月13日） - 遠州屋富蔵
      - 第21話「身替り八兵衛お殿様 -唐津-」（1983年3月7日） - 米倉屋宗兵衛

    - 第14部
      - 第5話「三年味噌に賭けた意地 -仙台-」（1983年11月28日） - 岩田屋
      - 第24話「偽黄門にされた黄門様 -高岡-」（1984年4月9日） - 新川屋伝兵衛
      - 第31話「天下の怪盗葵の光右衛門 -大坂-」（1984年5月28日） - 伏見屋伝兵衛

    - 第16部（1986年）
      - 第20話「九谷焼に賭けた兄弟愛 -大聖寺-」 - 越中屋
      - 第33話「夢を紡いだ紙の布 -白石-」 - 山木屋

    - 第18部
      - 第7話「孫を騙った悪い奴 -高崎-」（1988年10月24日） - 七兵衛
      - 第24話「黄門様は行方不明 -水口-」（1989年2月27日） - 野田屋宗助

  - 江戸を斬る 梓右近隠密帳 第11話「小坊主剣客」（1973年12月3日） - 大谷段右衛門
  - 大岡越前
    - 第6部 第6話「死を占った女」（1982年4月12日） - 三島屋宗右衛門
    - 第8部 第24話「雪絵を狙った夜の奉行」（1985年1月7日） - 伊勢由
    - 第9部 第12話「縛られたお地蔵様」（1986年1月13日） - 加納屋
- プレイガールシリーズ （12ch / 東映）
  - プレイガール 第174話「怪談 あの世から来た三度笠」（1972年） - 辰蔵
  - プレイガールQ  第34話「恐怖のタレント失踪事件」（1975年） - 日東銀行部長・柳田義夫
- 特別機動捜査隊（NET / 東映）
  - 第574話「ある女の詩」（1972年）
  - 第782話「わたしの父さん」（1976年） - 大杉
  - 第797話「夕陽の波止場」（1977年） - 渡辺刑事
- 仮面ライダーシリーズ（MBS / 東映）
  - 仮面ライダーV3 第29話「ドクトル・ゲー最後の挑戦!」、第30話「ドクトル・ゲー! 悪魔の正体は?」（1973年） - 田所
  - 仮面ライダーストロンガー 第10話「恐怖のガンマー虫! 人間を狙う!!」（1975年） - 等々力博士
- 旅人異三郎（1973年、12ch / 三船プロ） 
  - 第11話「渡世の掟が情を斬った」 - 常平
  - 第23話「友禅模様に父の幻を見た」 - ぶったくりの庄五郎
- 唖侍鬼一法眼 第2話「くちなしの子守唄」（1973年、NTV / 勝プロ） - 弥助
- 走れ!ケー100 第28話「機関車ゆうかい大事件」（1973年、TBS / C.A.L） - 一郎（りんご園のおじさん）
- 水滸伝 第7話「小旋風と黒旋風」（1973年、NTV / 国際放映） - 洪全
- 非情のライセンス（NET / 東映）
  - 第1シリーズ 第45話「兇悪のスキャンダル」（1974年） - 上城
  - 第2シリーズ
    - 第55話「兇悪の花道」（1975年） - 原田
    - 第73話「兇悪のノクターン」（1976年） - 花崎組長
    - 第96話「兇悪のカムバック」（1976年） - 沢田
- 大江戸捜査網（12ch→TX / 三船プロ）
  - 第146話「渡る世間に鬼がいた」（1974年） - 越後屋喜兵衛
  - 第162話「人斬りに惚れた女」（1974年） - 三度屋仁平
  - 第185話「非情の囮作戦」（1975年） - 春川（高倉藩江戸家老）
  - 第219話「渡世人 命の捨て場」（1975年） - 駿河屋
  - 第353話「美女誘拐 恐怖の逢びき」（1978年） - 上総屋
  - 第374話「姿なき目撃者」（1979年） - 北海屋
  - 第431話「暴れ駕篭 泣き笑いの縁結び」（1980年） - 豊島屋金兵衛
  - 第446話「故郷偲ぶ薄幸の女」（1980年） - 平戸屋
  - 第500話「涙で嫁ぐ盗賊の娘」（1981年） - 酒井丹後守
  - 第516話「意地悪婆さん、危機一髪」（1981年） - 晋善
  - 第611話「美女必殺剣! 非情の果し状」（1983年） - 木村屋重兵衛
- ザ・ボディガード 第7話「大いなる恐喝」（1974年、NET / 東映） - 副嶋
- 高校教師 第15話「暴走する娘たち」（1974年、12ch / 東宝） - 江藤
- 傷だらけの天使 第4話「港町に男涙のブルースを」（1974年、NTV / 東宝） - 柳田
- 伝七捕物帳 第50話「闇の仁義」（1974年、NTV / ユニオン映画） - 夜嵐の平太
- 右門捕物帖 第51話（最終話）「雪の宿」（1975年、NET / 東映）
- 長崎犯科帳 第2話「トンネル抜ければ地獄だぜ」（1975年、NTV / ユニオン映画） - 天草屋利右衛門
- 賞金稼ぎ 第16話「忍びのテクニック」（1975年、NET / 東映） - 山根（外国奉行）
- 影同心（1975年、MBS / 東映）
  - 第9話「あぶな絵殺し節」 - 尾張屋仙右衛門
  - 第28話「わたしが愛した殺し節」 - 内藤主馬
- 新宿警察 第15話「脅迫電話」（1975年、CX / 東映） - 城南大学学部長
- 徳川三国志（1975年 - 1976年、NET / 東映） - 関口隼人正
- 銭形平次 第535話「俺の十手は俺の手で」（1976年、CX） - 甲州屋寛蔵
- 遠山の金さん 杉良太郎版 
  - 第1シリーズ
    - 第22話「恐怖の縄を解け‼」（1976年） - 大黒屋
    - 第92話「雷雨の中の女」（1977年） - 角屋重右衛門

  - 第2シリーズ 第27話「裏切り」（1979年） - 紀州屋万蔵
- ザ・カゲスター 第8話「カメレオン男の変装大作戦!」（1976年、NET / 東映） - 三大寺
- 秘密戦隊ゴレンジャー 第57話「黒い包囲網! 五つの顔のペギー」（1976年、NET / 東映） - 西多摩市の市長
- 大都会シリーズ（NTV / 石原プロ）
  - 大都会 闘いの日々 第30話「縁談」（1976年） - 中根八郎
  - 大都会 PARTII 第41話「野良犬の恋歌」（1978年） - 沼田
- 桃太郎侍（NTV / 東映） 
  - 第4話「甘くて苦い恋弁当」（1976年）
  - 第41話「怒りの刃を振り上げろ」（1977年） - 安藤大膳
- 5年3組魔法組 第27話「魔法で相撲だハッケヨイ!」（1977年、NET / 東映） - 医師
- 破れ傘刀舟悪人狩り 第121話「唐絹は死の匂い」（1977年、NET / 三船プロ） - 角右衛門
- 宇宙鉄人キョーダイン 第41話「決闘だ!! 海底ムー帝国のガブリン」（1977年、TBS / 東映） - 丹波博士
- 日本の戦後 第7話「退陣の朝」（1977年、NHK） - 来栖赳夫
- 吉宗評判記 暴れん坊将軍（ANB / 東映） 
  - 第8話「黒い十手を握る男」（1978年） - 松前屋治兵衛
  - 第115話「一攫千金 ご用心」（1980年） - 章敬
- 新幹線公安官 第2シリーズ 第14話「爆発一秒前の告白」（1978年、ANB / 東映） - 杉松
- 白い巨塔（1978年、CX）
- 太陽にほえろ!（NTV / 東宝）
  - 第332話「冬の訪問者」（1978年） - 赤西
  - 第485話「ウサギとカメ」（1981年） - 古沢泰造
  - 第538話「七曲署・1983」（1983年） - 前川信二郎
- 恐竜戦隊コセイドン 第21話「ファイタス・熔岩地獄からの脱出」（1978年、12ch / 円谷プロ） - 天野大蔵老人
- 同心部屋御用帳 江戸の旋風IV 第5話「二ツの顔を持つ男」（1978年、CX / 東宝） - 宗兵衛
- 特捜最前線 第108話「午前0時に降った死体!」（1979年、ANB / 東映） - 大出（日丸交易社長）
- 騎馬奉行 第12話「大奥（秘）女の争い」（1979年、KTV / 東映） - 佐々木
- 白昼の死角（1979年、TBS / 東映） - 小岩清造
- 不毛地帯（1979年、MBS） - 辻彦兵衛
- 大激闘マッドポリス'80 第5話「シンジケートの女」（1980年、NTV / 東映）
- 御宿かわせみ 第11話「山茶花は見た」（1980年、NHK）
- 長七郎天下ご免!（1980年、ANB / 東映）
  - 第33話「恋三味線に罠を張れ!」 - 馬場丹後
  - 第50話「殉死!悲しき武士道」 - 長寿堂金造
- ザ・ハングマンシリーズ（ABC / 松竹芸能）
  - ザ・ハングマン
    - 第3話「罠に落ちた逃亡者」（1980年） - 大西詮造（亜細亜重工社長）
    - 第39話「悪医者は吸血処刑」（1981年） - 菊村支部長（全医療大阪支部）

  - ザ・ハングマン4 第12話「タイガーキャブの本拠が襲われる!」（1984年） - 三上大造
  - ザ・ハングマンV 第22話「三億の豪邸がコソ泥に持ち逃げされる!」（1986年） - 須賀栄次郎
- 文吾捕物帳 第23話「ほくろ悪女いい女」（1982年、ANB / 三船プロ）
- 幻之介世直し帖 第19話「御赦免花は二度咲かぬ」（1982年、NTV / 国際放映）
- 鬼平犯科帳 第3シリーズ 第6話「隠居金七百両」（1982年、ANB / 中村プロ）
- 松平右近事件帳（NTV / ユニオン映画） 
  - 第20話「宝船、地獄行き」（1982年） - 水野出羽守
  - 第49話「忍びや哀れ」（1983年） - 大河内豊前守
- 西部警察シリーズ（ANB / 石原プロ）
  - 西部警察 PART-II 第39話「謎の亡命者」（1983年） - 小野寺力也
  - 西部警察 PART-III 第32話「杜の都・激震!! -宮城・前篇-」（1983年） - 警察庁長官
- 遠山の金さん 第1シリーズ 第96話「妖剣秘話・裏切られた女!」（1984年、ANB / 東映） ※高橋英樹版
- はぐれ刑事純情派 第2シリーズ 第6話「老いらくの恋殺人事件」（1989年、ANB / 東映） - 新田京造
- 男と女のミステリー / 記憶なし（1989年、CX）
- 火曜サスペンス劇場 / 監察医・室生亜季子 第13作「犯罪性なし」（1993年、NTV） - 飯塚道造

### 吹き替え
- フォア・ジャストメン（改題:正義の四人）（ジャック・ホーキンス）

### CM
- SKTさがみ典礼

### 舞台
- 化石の森（1938年、芸術小劇場） - 保安警察官[15]
- 紋章（1938年、芸術小劇場） - 早坂達三[15]
- 河口（1939年、芸術小劇場） - 相良喬志[16]
- 白衣の人々（1939年、芸術小劇場） - 後藤博士[16]
- キュリー夫人（1940年、芸術小劇場） - カジミール[17]
- 美しき家族（1940年、芸術小劇場） - 信一[17]
- 篝火（1941年、芸術小劇場） - 酔漢[18]
- 一切黙霖（1941年、芸術小劇場） - 漁夫多三郎[18]
- 旧友（1941年、芸術小劇場） - 書生[18]
- 虞美人草（1941年、芸術小劇場） - 浅井[18]
- 火山灰地（1948年、劇団俳優座） - 辻章平[19]
- 遁走譜（1948年、劇団俳優座） - 達美[19]
- 女学者（1948年、劇団俳優座） - 公証人[19]
- 賢女気質（1948年、劇団俳優座） - 戸田成次[19]
- ああ荒野（1948年、劇団俳優座） - 給仕[19]
- 孤雁（1949年、劇団俳優座） - 鉄男[20]
- フィガロの結婚（1949年、劇団俳優座） - 鉄男[20]
- 礼服（1949年、劇団俳優座） - 政太郎[20]
- 文化議員（1949年、劇団俳優座） - 玉木礼介[20]
- 鉈（1950年、劇団俳優座） - 田作[21]
- 女房学校（1950年、劇団俳優座） - アンリーク[21]
- 第一の世界（1950年、劇団俳優座） - 新聞記者B[21]
- 桜の園（1951年、劇団俳優座） - 駅長[22]
- 椎茸と雄弁（1951年、劇団俳優座） - アブタ[22]
- オセロウ（1951年、劇団俳優座） - モンターノウ[22]
- ウインザーの陽気な女房たち（1952年、劇団俳優座） - ピストル[23]
- チョコレート（1952年、劇団俳優座） - 監督[23]
- 現代の英雄（1952年、劇団俳優座） - 渋谷亮三[23]
- 襤褸と宝石（1952年、劇団俳優座） - 杉[24]
- 月蒼くして（1953年、新宿劇場） - マイケル・オニール[25]